# Alcorcón
Alcorcón is een gemeente in Spanje, in de regio Madrid, met 167.354 inwoners (1 januari 2016). Het is een van de vele voorsteden van de stad Madrid en maakt deel uit van de zogenaamde ‘periferia’, oftewel het uitgestrekte gebied van suburbs rondom die stad.

## Sport
AD Alcorcón is de professionele voetbalclub van Alcorcón en speelt in het Estadio Santo Domingo. 

## Demografische ontwikkeling

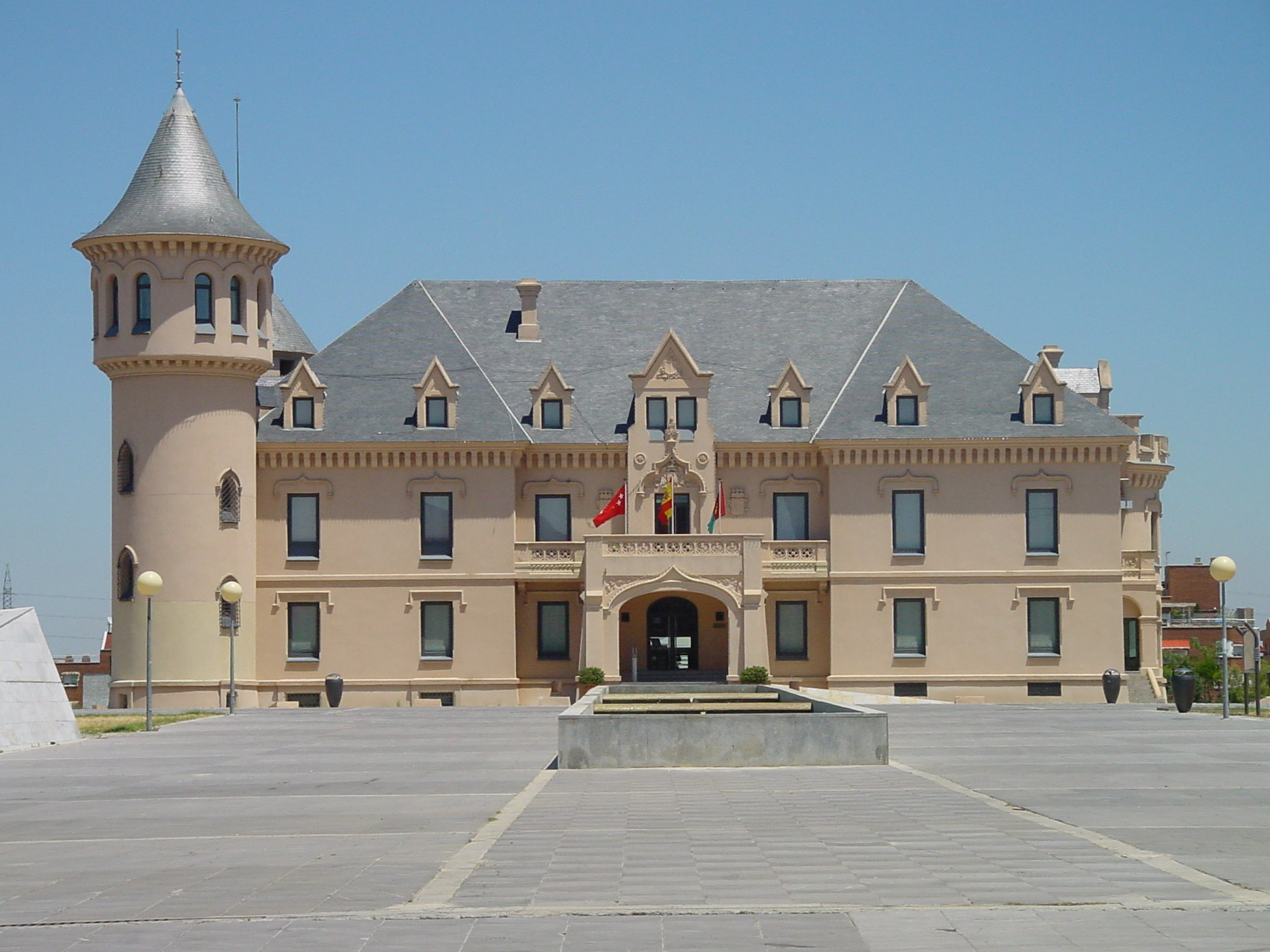
Castillo de Valderas

Bron: INE; 1857-2011: volkstellingen
Opm: Bevolkingscijfers in duizendtallen